# Fernando Enríquez de Salamanca
Fernando Enríquez de Salamanca y Danvila (Madrid, 1880-Madrid, 1966) fue un médico español.

## Biografía
Huérfano desde los dieciséis años, estudia el bachillerato en los Escolapios de San Fernando y se licencia en medicina con Premio Extraordinario a los veintitrés años (1913) tras obtener 26 matrículas de honor de un total de 32 asignaturas, obteniendo en este período el premio “Martínez Molina” al mejor expediente con consenso entre los alumnos. 
Comienza su doctorado en Química Biológica y Análisis Químico, impartidas por los profesores Carracido y José Casares. En octubre de 1916 entra en la Cátedra II de Patología Médica como auxiliar interino, pero la avanzada edad y la falta de disponibilidad por problemas afectivos del regente Arturo Redondo Carranceja le convierten en el principal elemento de la Cátedra. En 1919 se le nombra auxiliar temporal de la Facultad, obteniendo así plaza de facultativo de la Beneficencia Provincial. 
En 1922 publica Manual de enfermedades del riñón junto a Jiménez Díaz. En 1925 obtiene plaza de profesor médico numerario de la Beneficencia Provincial (Hospital Provincial). Se presenta a la cátedra vacante del profesor Redondo en 1926, debido a la jubilación del mismo, siendo obtenida la plaza por su colaborador Jiménez Díaz. No obstante el 5 de mayo de 1927 obtiene la Cátedra III de San Carlos. En 1928 publica Compendio de Hematología (282 pags) en la editorial de Javier Morata (Madrid). Entre 1925 y 1931, publica Enfermedades de la sangre, obra actualizada en 1947 y renovada en 1965 junto a Valdés Ruiz, Forteza Bover y Llombart. 
Al acabar la Guerra civil española vuelve a su cátedra y es nombrado decano de la facultad, cargo que ostentaría de forma simultánea a la cátedra hasta 1951. En 1942 funda el Instituto de Medicina Experimental, perteneciente al Consejo Superior de Investigaciones Científicas, siendo su primer director. Entre 1946 y 1953 es presidente de la Real Academia de Medicina. 
Su tratado de Patología Médica es escrito a partir de 1948 en colaboración con Aznar Reig, Valdés Ruiz, Civeira, Schüller Pérez y Álvarez-Sala Moris entre otros.
Escribe un pequeño prólogo para “La Oración: Su poder y efectos curativos vistos por un fisiólogo”, publicado por Alexis Carrel, Premio Nobel de Medicina en 1912.
Es galardonado en 1956 con el Premio Juan March, siendo el segundo ganador del mismo tras Gregorio Marañón.
Fallece en 1966 habiendo sido padre en trece ocasiones.